# Xenosphex boharti
Xenosphex boharti (лат.) — вид песочных ос рода Xenosphex из подсемейства Mellininae (Crabronidae).

## Распространение
Неарктика: США (Калифорния).

## Описание
От близких видов отличаются трёхзубчатыми мандибулами самок и формой клипеуса самцов; чёрным скапусом усиков (у Xenosphex xerophilus с белыми отметинами); чёрным проподеумом (у Xenosphex timberlakei он с белым пятном); основная окраска тела чёрная со светлыми отметинами на жвалах, тегулах и тергитах брюшка. Серебристые волоски сгруппированы на клипеусе, внутренней стороне глаз, на скутуме, эпиплевроне, проподеуме. Стерниты с редкими  коричневыми волосками. Среднего размера стройные осы (длина около 5 мм), обитающие в пустынных регионах США. Глаза сходятся внизу. Усики самок 12-члениковые, у самцов 13-члениковые. Места прикрепления усиков ниже средней линии головы, но отделены от клипеуса и с фронтоклипеальным швом не соприкасаются. Формула щупиков 6,4. Мандибулы с экстерновентральным зубцом или зазубрен. Нотаули короткие и не достигают половины длины скутума. Эпистернальные швы, омаулюс и стернаулюс отсутствуют. Средние голени с двумя вершинными шпорами. Коготки простые. Передние крылья с тремя субмаргинальными ячейками, вторая субмаргинальная ячейка сидячая или треугольная. Вольселла с дифференцировнными дигитусом и кусписом. Брюшко сидячее. Тело чёрное с беловатыми пятнами. Гнездятся в земле и на песке в аридных регионах. Ловят мух. Средние голени с двумя шпорами; омаулюс на мезоплевроне отсутствует.
Вид Xenosphex boharti был впервые описан в 1966 году американским гименоптерологом Фрэнком Паркером (Department ot Entomology, California Academy of Sciences, Сан-Франциско, США) по типовому материалу из Калифорнии (США). Назван в честь гименоптеролога Р.Бохарта (R.M.Bohart), коллектора типовой серии.